# Ononamolo I
Ononamolo I is een bestuurslaag in het regentschap Nias Barat van de provincie Noord-Sumatra, Indonesië. Ononamolo I telt 505 inwoners (volkstelling 2010).